# ミッケ!
「ミッケ!」（英: I SPY）は、アメリカ合衆国で出版された視覚探索絵本である。同じ視覚探索絵本の『ウォーリーをさがせ!』とコンセプトが類似している。ここでは同じシリーズの『チャレンジミッケ!』、『ちっちゃなミッケ!』についても説明する。

## 概要
見開きのページに文章と写真が書かれており、文章が指しているものを絵の中から探す視覚探索絵本。アメリカでは、『I SPY』として1992年に出版された。「I SPY」は日本語版ではサブタイトルとなっている。日本では小学館から1992年より刊行が開始され、全8巻が発売されている。
文章：ジーン・マルゾーロ、写真：ウォールター・ウィック、デザイン：キャロル・D・カーソン。日本語翻訳はコピーライターの糸井重里が担当し、糸井が運営するウェブサイト「ほぼ日刊イトイ新聞」では特集が組まれたことがある。
2005年には上級者向けの『チャレンジミッケ!』（英: CAN YOU SEE WHAT I SEE ?）が発売され、2024年現在日本では全11巻が発売されている。⑩「まほうとふしぎのくに」、⑪「へんてこりんなおみせ」は日本のスタッフとの合作である。このシリーズにはマスコット人形のシーモアが全ページに隠れており、彼が主役の番外編も出版された。
2009年には小型版の『ちっちゃなミッケ!』が発売され、日本では全7巻が発売されている。内容は『ミッケ!』本編の写真を一部を切り抜いて集めたもの。
日本国内でのシリーズ累計発行部数は900万部を突破している。

## 書籍

### ミッケ!シリーズ
- ミッケ! 1[3] いつまでもあそべるかくれんぼ絵本（1992年8月6日販売）、ISBN 4097270621
- ミッケ! 2 びっくりハウス おとなもこどももあそべるかくれんぼ絵本（1993年9月30日販売）、ISBN 4097270648
- ミッケ! 3 クリスマス みんなであそべるかくれんぼ絵本（1993年11月17日販売）、ISBN 4097270656
- ミッケ! 4 ミステリー たんていになってあそぼうかくれんぼ絵本（1994年11月30日販売）、ISBN 4097270699
- ミッケ! 5 ファンタジー おとこのこもおんなのこもかくれんぼ絵本（1995年12月13日販売）、ISBN 4097270745
- ミッケ! 6 ゴーストハウス こわいけどおもしろいかくれんぼ絵本（1998年12月3日販売）、ISBN 4097270966
- ミッケ! 7 たからじま わくわくさせるかくれんぼ絵本（2001年12月3日販売）、ISBN 4097273574
- ミッケ! 8 がっこう あたらしくてなつかしいかくれんぼ絵本（2003年4月8日販売）、ISBN 4097273582

#### ポケット版
- ミッケ! 1[3] いつまでもあそべるかくれんぼ絵本（2017年6月21日販売）、ISBN 9784097267218
- ミッケ! 2 びっくりハウス おとなもこどももあそべるかくれんぼ絵本（2018年10月29日販売）、ISBN 9784097267225
- ミッケ! 3 クリスマス みんなであそべるかくれんぼ絵本（2018年10月29日販売）、ISBN 9784097267232
- ミッケ! 4 ミステリー たんていになってあそぼうかくれんぼ絵本（2020年7月3日販売）、ISBN 9784097267249
- ミッケ! 5 ファンタジー おとこのこもおんなのこもかくれんぼ絵本（2020年7月3日販売）、ISBN 9784097267256
- ミッケ! 6 ゴーストハウス こわいけどおもしろいかくれんぼ絵本（2017年6月21日販売）、ISBN 9784097267263
- ミッケ! 7 たからじま わくわくさせるかくれんぼ絵本（2018年2月14日販売）、ISBN 9784097267270
- ミッケ! 8 がっこう あたらしくてなつかしいかくれんぼ絵本（2018年2月14日販売）、ISBN 9784097267287

### チャレンジミッケ!シリーズ
- チャレンジミッケ!①おもちゃばこ（2005年12月20日販売）、ISBN 4097260812
- チャレンジミッケ!②ゆめのまち（2006年2月28日販売）、ISBN 4097260820
- チャレンジミッケ!③コレクション（2006年9月14日販売）、ISBN 4097260839
- チャレンジミッケ!④サンタクロース（2006年11月6日販売）、ISBN 4097260847
- チャレンジミッケ!⑤むかしむかし（2008年10月29日販売）、ISBN 9784097260851
- チャレンジミッケ!⑥こわーいよる（2009年8月20日販売）、ISBN 9784097260868
- チャレンジミッケ!⑦パイレーツ（2010年11月12日販売）、ISBN 9784097260875
- チャレンジミッケ!⑧おもちゃとっきゅう（2011年11月9日販売）、ISBN 9784097260882
- チャレンジミッケ!⑨タイムトラベル（2012年10月16日販売）、ISBN 9784097260899
- チャレンジミッケ!⑩まほうとふしぎのくに（2019年4月24日販売）、ISBN 9784097267850
- チャレンジミッケ!⑪へんてこりんなおみせ（2021年11月4日販売）、ISBN 9784097250876

#### 番外編
- ちょっとやさしいチャレンジミッケ! シーモアのともだち（2014年11月19日販売）、ISBN 9784097260905
- スペシャルなチャレンジミッケ! お～いシーモア!（2015年8月5日販売）、ISBN 9784097265740
- チャレンジミッケ!のひみつ（2016年7月6日販売）、ISBN 9784097265795　※日本オリジナル絵本
- チャレンジミッケ! ミッケがだいすき①（2016年11月16日販売）、ISBN 9784097266822
- チャレンジミッケ! ミッケがだいすき②（2017年10月25日販売）、ISBN 9784097266839

#### ポケット版
- チャレンジミッケ!①おもちゃばこ（2022年7月13日販売）、ISBN 9784097251712
- チャレンジミッケ!②ゆめのまち（2023年11月20日販売）、ISBN 9784097251729
- チャレンジミッケ!③コレクション（2023年11月20日販売）、ISBN 9784097251736
- チャレンジミッケ!④サンタクロース（2022年11月29日販売）、ISBN 9784097251743
- チャレンジミッケ!⑥こわーいよる（2023年7月5日販売）、ISBN 9784097251767
- チャレンジミッケ!⑧おもちゃとっきゅう（2022年7月13日販売）、ISBN 9784097251781
- チャレンジミッケ!⑨タイムトラベル（2023年7月5日販売）、ISBN 9784097251798

### ちっちゃなミッケ!シリーズ
- ちっちゃなミッケ![3]（2009年12月4日販売）、ISBN 9784097263012
- ちっちゃなミッケ! どうぶつがいっぱい（2009年12月4日販売）、ISBN 9784097263029
- ちっちゃなミッケ! のりものがいっぱい（2010年12月10日販売）、ISBN 9784097263036
- ちっちゃなミッケ! クリスマスがいっぱい（2010年12月10日販売）、ISBN 9784097263043
- ちっちゃなミッケ! 1・2・3とあそぼう（2011年4月11日販売）、ISBN 9784097263050
- ちっちゃなミッケ! A・B・Cとあそぼう（2011年4月11日販売）、ISBN 9784097263067
- ちっちゃなミッケ! うさぎがいっぱい（2011年4月11日販売）、ISBN 9784097263074